# Valdas Skarbalius
Valdas Skarbalius (* 16. August 1983 in Kaunas) ist ein litauischer Politiker, Seimas-Mitglied (2012–2016).

## Leben
Nach dem Abitur 2001 an der Raimundas-Samulevičius-Mittelschule Jonava in Rimkai absolvierte Skarbalius von 2001 bis 2005 das Studium des Managements am Kauno verslo kolegija. 2004 arbeitete er bei Darbo partija als Sekretär. Von 2005 bis 2008 war er Vertreter des Sekretariats der DP in den Bezirken Kaunas, Marijampolė, Alytus und Panevėžys. Von 2008 bis 2012 war er Gehilfe und Sekretär des Seimas-Mitglieds Vytautas Gapšys.
Von 2012 bis 2016 war er Mitglied im Seimas bei Darbo partija, Mitglied des Rechtsausschusses.
Seit 2003 ist Skarbalius Mitglied der Jugendorganisation DARBAS (DP).